# Gincana

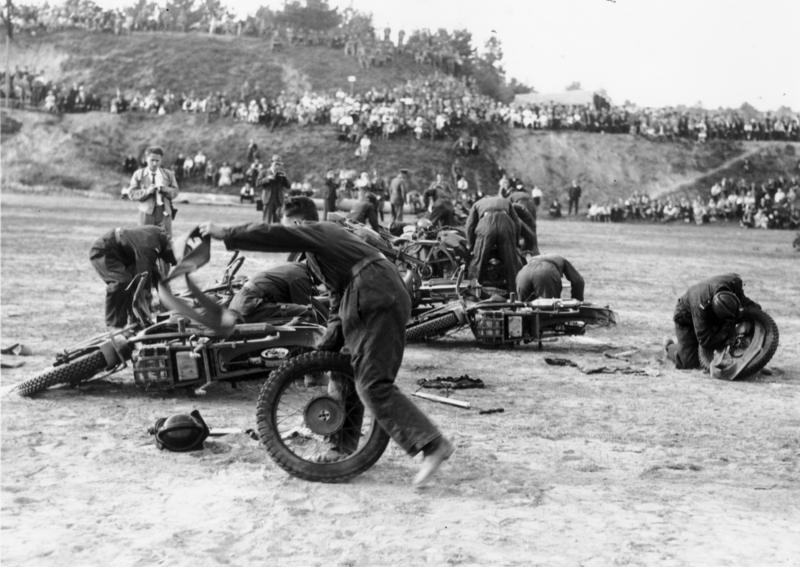
Gymkhana, competição motociclista em Wünsdorf, Alemanha.

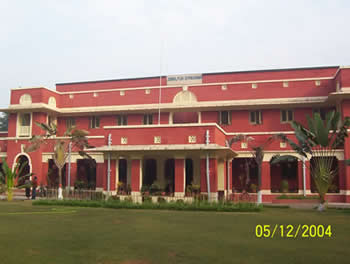
Hotel Gymkhana, Índia.

Uma gincana (palavra de origem indiana) é um tipo de competição, muitas vezes recreativa, que tem o objetivo de pôr à prova as habilidades físicas ou mentais (união também, ocasionalmente) dos membros de duas ou mais equipes. Elas são divididas em várias provas com características extravagantes e sem utilidade prática, alguns exemplos são:
- "Caça ao tesouro": a organização da gincana elabora pistas para que as equipes possam encontrar um "tesouro".  Juntamente há tarefas noturnas, onde organizadores do evento escondem-se em locais da cidade e as equipes devem encontrá-los.
- Provas de caráter cultural, com perguntas de temas e formatos variados, como apresentações artísticas de teatro e dança, gravações de vídeos e etc.
- Tarefas de lógica onde as equipes participantes devem "matar a charada" proposta e entregar o objeto ou resposta solicitada.
- Tarefas de relíquias onde as equipes devem entregar os objetos solicitados que podem ser álbuns, revistas, latas, coleções, brindes e etc.
- Competições esportivas, onde as equipes formam times a fim de jogar um respectivo esporte uns contra os outros.
- Tarefas diversas, como encontrar pessoas com nomes curiosos, com datas de nascimento ou números de documentos específicos.